# David Alerte
David Alerte (Francia, 18 de septiembre de 1984) es un atleta francés, especialista en la prueba de 4 × 100 m en la que llegó a ser medallista de bronce europeo en 2006.

## Carrera deportiva
En el Campeonato Europeo de Atletismo de 2006 ganó la medalla de bronce en los relevos de 4 x 100 metros, con un tiempo de 39.07 segundos, llegando a la meta tras Reino Unido y Polonia (plata), siendo sus compañeros de equipo: Oudéré Kankarafou, Ronald Pognon y Fabrice Calligny.